# Jorge de Albuquerque
Jorge de Albuquerque est le 7e gouverneur du Ceylan portugais.